# Georgi Biżew
Georgi Wencesławow Biżew, Георги Венцеславов Бижев (ur. 6 lipca 1981 roku w Błagojewgradzie) – bułgarski piłkarz grający na pozycji napastnika. Obecnie gra w Sportiscie Swoge.